# つくばショッピングセンターASSE
つくばショッピングセンターASSE（つくばショッピングセンターアッセ）は茨城県つくば市上横場にかつて存在した複合商業施設。運営者は、つくば商業開発株式会社。キャッチコピーは「毎日楽しい、毎日ベンリ」。つくば市発足後、初めて開業した複合商業施設である。

## 概要

### 施設概要
つくば市南部（筑波研究学園都市周辺開発地区）にあった複合商業施設である。首都圏新都市鉄道つくばエクスプレスみどりの駅より東に約2.5km、国道354号・サイエンス大通りの交点である上横場交差点脇に位置した。1,500台分の無料駐車場を配置していた。A棟と別棟の2つの建物で構成していた。

### 開業から全盛期
開業時は地域主導型ショッピングセンターが相次いで開業していた時代であり、茨城県の県南地区では他にも土浦市に「新治ショッピングセンター さん・あぴお」（核店舗：長崎屋→エコス）や稲敷市に「江戸崎ショッピングセンターパンプ」（核店舗：イズミヤ→エコス→カスミ）等が開業していた。
そんな中開業したASSEは、前述のショッピングセンターのような全国展開をしていた他県に本社を置く大手総合スーパー（GMS）ではなく、県内に本社を置くカテゴリーキラー、食品スーパーのカスミ（KASUMI）と衣料品店の高喜（KOKI）を核店舗とした。それでも、衣食住に必要な物品は殆ど揃えることが出来た。
また、珍しい特徴として「ASSE市場」があって、食品スーパー以外でも生鮮食品を扱っていた。休日には沢山の人で賑わい、不定期にキャラクターショーやお笑いイベントが開催される等、まさしく「毎日楽しい、毎日ベンリ」のキャッチコピーに相応しいショッピングセンターであった。全盛期にはつくば市有数のショッピングセンターとして、市内はもちろん牛久市・土浦市・取手市等の県南地区、水海道市（現在の常総市）・下妻市等の県西地区、更には千葉県北西部等、幅広い商圏を有していた。

### 衰退
幹線道路や高速道路が近く、アクセス自体は非常に良い立地ではあったが、2002年に核店舗の1つだった高喜が破産し、撤退した。また、つくばエクスプレスの開業や大規模小売店舗立地法の施行により、周辺にはより大きなショッピングモール（ロックシティ守谷ショッピングセンター（現在のイオンタウン守谷）、iiasつくば、イオンモール土浦・つくば等）の開業が相次ぎ、徐々に陰りが見え始めた。更に追い討ちをかけるように東北地方太平洋沖地震（東日本大震災）によるA棟2階フロアの長期休業や移転等によりテナントの撤退が相次ぎ、近年は空きテナントが非常に目立つ状態であった。

### リニューアル
2015年10月頃からリニューアル計画が存在し、店内各場所にもその旨を掲示していたが、2018年に入ってもなお進捗状況が不明なままであった。しかし、夏に入り呉服店や不二家等の小規模テナントが相次いで閉店した。更に、これらの閉店に続くかたちで核店舗のカスミが同年9月14日発行のチラシに「9月30日の18時に閉店し、10月1日から改装休業する」との旨を掲載したことから本格的にリニューアルに向けた準備が始まった。リニューアルの内容としては既存のA棟を解体し（別棟の処遇については不明）、平屋建て4棟のオープンモール型に建て替え、2019年にオープンする計画であった。しかし、ほぼ全てのテナントが閉店した後もCoCo壱番屋のみが営業を続けており、2021年7月末頃まで計画が全く進展していない状態であった。

### A棟解体そして完全閉鎖
2021年7月末頃に、A棟で最後まで営業を続けたCoCo壱番屋が閉店し、8月23日からA棟の解体工事が開始された。核店舗のカスミが閉店してから約3年の時を経ての解体となった。解体工事は2022年1月24日に終了した。
さらに、別棟で営業を続けてきたケイヨーデーツーも2021年11月28日をもって閉店し、事実上ASSEは26年の歴史に幕を下ろした。

### その後
アルフレッサが跡地に物流センターを建設するという計画を発表し、2022年に着工し、2024年に竣工した。

## A棟
A棟は、南側にあった全3階層店舗2階建の建物である。KASUMIを核店舗としたO字型のメインストリートを持つモールとなっており、各種専門店、レストラン、フードコートなどが入居していたほか、モールの中央にあり、イベント・セール等を開催するセンターコート、インフォメーション、ちびっこ広場、ベビー休憩室、核店舗のカスミに付随する形でイオン銀行のATMがあった。

### 1階
- Food Market KASUMI
  - リトルマーメイド
- ASSE市場（閉鎖）
  - 店舗なし
- レストラン
  - CoCo壱番屋（ドライブスルー）
  - ボンジュール
- フードコート
  - 店舗なし
- 不二家
- monet
- milford
- アイコール
- はんこや平安堂
- アン・コトン
- アフラックサービスショップ

### 2階
- Seria
- SIENA
- レディースファッションAOKI
- なつかし屋 きりん堂
- ユタカヤ
- Santa Style
- シルエット
- フエゴワールドつくば店
- カーブス
- スターボード
- ハツエ フラ スタジオ
- つくば商業開発株式会社 本社

## 別棟
別棟は、A棟と敷地内の道路を挟んで北側にあった、全2階層1階建ての建物である。この建物にはケーヨーデイツーのみが入居していた。2011年8月の全館営業再開を機に新型店舗になった。
- ケーヨーデイツーつくば店

2021年11月28日閉店。

## 以前存在したテナント
ここではASSEに以前存在した店舗の一部を紹介する。
- かっぱ寿司 → ドトールコーヒー（閉店）
- グルメドール → カスミトラベル（閉店）
- KOKI（コーキ。かつての核店舗） → パシオス（閉店）
- シューズセンターツチウラ → 靴のシューマート（閉店）
- ブルーグラス → SIENA
- M/X → Seria
- タカラブネ → 不二家
- ハロータイトーメルヘンフォーラム → フエゴワールド
- 九州屋 → 八百心（閉店）
- peak → ユタカヤ・ゲームコーナー・休憩所
- 松本歯科医院 → 2011年3月11日の東北地方太平洋沖地震の影響でアッセから別の場所に移転 → スターボード
- マクドナルド → 上横場交差点に354つくば上横場店（後の354つくばアッセ店）をオープンし、統合する形で閉店。354つくばアッセ店跡地にはバーガーキング354つくばアッセ店が出店。
- 友朋堂書店[5]
- かね喜[6]

## 各種サービス
- 車いす貸し出し
- 多目的トイレ設置
- 身障者用駐車場あり
- 傘ぽん設置
- 喫煙所設置

## 沿革
- 1995年（平成7年）11月1日 - 開業
- 2011年（平成23年）
  - 3月11日 - 東北地方太平洋沖地震（東日本大震災）が発生。その影響で、A棟は外壁や天井・エスカレーター等に損傷が見られるなどの被害を受けた
  - 3月22日 - 1階部分の一部店舗が営業を再開[7]
  - 8月12日 - 全館営業再開
- 2018年(平成30年)9月30日 - この日の18時を以ってA棟の核店舗・カスミが閉店
- 2021年(令和3年）
  - 8月23日 - A棟解体工事開始
  - 11月28日 - 別棟・ケーヨーデイツーが閉店
  - 12月 - アルフレッサと土地の売買契約締結
- 2022年(令和4年)
  - 1月24日 - A棟・別棟解体工事完了
  - 2月 - アルフレッサへの土地引渡（同月にアルフレッサによる物流センター建設工事が着工）

## アクセス

### 鉄道・バス

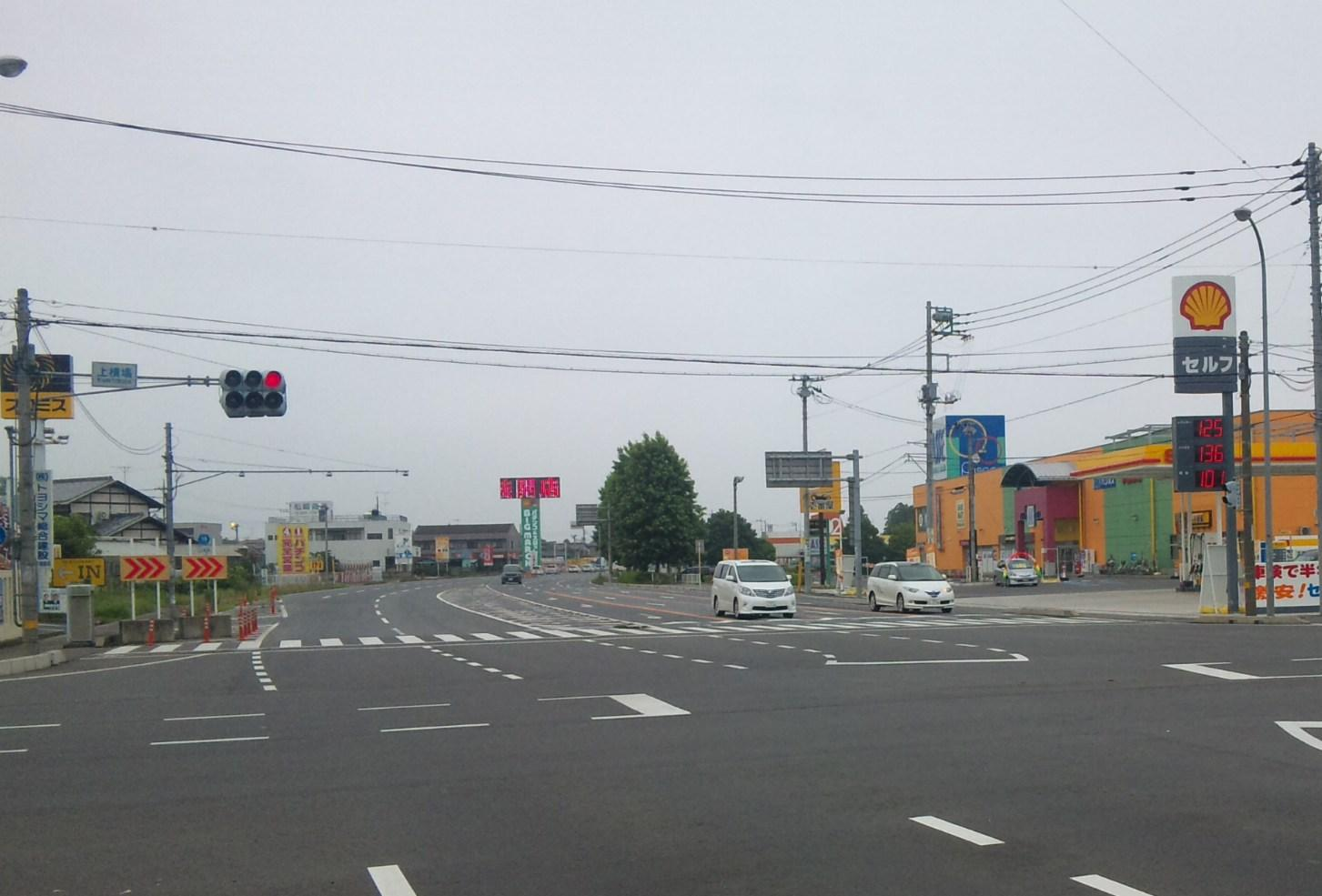
上横場交差点（つくバスアッセ入口停留所方面）から見たつくばショッピングセンターASSE（右側）

- つくばエクスプレスみどりの駅より、つくバス自由ヶ丘シャトル「アッセ入口」下車。徒歩3分（信号待ち除く）。
- デマンドタクシーつくタク、「ショッピングセンターアッセ」、「アッセ入口」下車、徒歩すぐ（平日のみ）。

### 自動車
- 常磐自動車道谷田部ICより約3分
- 首都圏中央連絡自動車道つくば中央ICより約3分

## その他
- KASUMIは、一時期24:00まで営業[8]していたが、みどりの駅前とイーアスつくばに新店舗を設置したため[要出典]営業時間を21:45まで短縮した。
- 敷地内を高圧電線が通っている。
- 敷地内を土浦用水が通っている。
- 敷地が広い為、中古車の即売会なども開催されることがあった。